# Synthetic Lips
Synthetic Lips è il secondo album di Deca, pubblicato e distribuito nel 1987 dalla Videoradio.

## L'album
Reduce dai tiepidi riscontri del suo album d'esordio Alkaid, uscito nel settembre dell'anno precedente, Deca inizia a progettare il suo secondo lavoro discografico ufficiale nella primavera del 1987. Ispirandosi ai temi della chirurgia estetica e - con un approccio più ampio - alle implicazioni del rapporto tra scienza e corpo (sfiorando argomenti quali la cibernetica e l'etica delle manipolazioni genetiche, il compositore crea undici brani che vedono la luce verso la fine dell'anno; sempre per Videoradio e sempre coadiuvato dall'apporto produttivo di Giuseppe Aleo, fondatore e ad oggi ancora titolare dell'etichetta. Musicalmente l'opera resta nella scia del disco precedente, con un occhio fedele alle sonorità e alle atmosfere di autori universali quali Vangelis e Jean Michel Jarre. Tuttavia il sound assume una maggiore impronta ritmica, spostandosi dalle connotazioni della space music più cosmica alla struttura della new wave e del pop d'autore.
L'utilizzo di sintetizzatori è preponderante, manche se nel brano Hard-Expo compare - caso quasi unico nella sua discografia - una chitarra elettrica (suonata dall'amico Massimo Marsella, già collaboratore di Deca nel progetto Psy-Fen).
I titoli delle tracce richiamano le tematiche fondamentali di questo concept album, partendo dall'iconografia del titolo principale (in italiano traducibile come Labbra sintetiche) e mostrando una percezione in anticipo sui tempi nel disegnare varie metafore di fenomeni sociali poi dilagati anni dopo.
Come sottolinea una delle molte recensioni dell'album In anticipo sui tempi di una dozzina d'anni, l'album "Synthetic Lips" ruota attorno ai temi dell'amore e del sesso nell'era della chirurgia plastica, dei trapianti più aberranti, delle modificazioni corporee. E lo fa attraverso simbolismi e allegorie che raramente la musica solo strumentale è riuscita ad imporre con tanta forza e intensità. E ancora: Synthetic Lips è un’opera sull’estinzione delle emozioni, sull’alienazione, sulla riduzione della sessualità a mero meccanismo genetico."
Stampato e distribuito in presunte 250 copie, il disco ebbe una maggior diffusione rispetto ad Alkaid e ottenne qualche favorevole recensione da riviste di settore come Rockerilla che, a firma di Fabiano Balinesi, diede particolare risalto al nuovo lavoro di Deca. L'importanza dell'album, in ogni caso, è andata consolidandosi nel tempo grazie al mercato collezionistico che ha accresciuto notevolmente il suo valore. La quotazione degli esemplari originali - specie dopo la ristampa filologica australiana del 2016 - ad oggi supera i 200 euro. La ristampa stessa è stata un segnale di grande interesse per Synthetic Lips soddisfacendo le crescenti richieste degli appassionati di musica elettronica degli anni '80.
Tra le curiosità sulla produzione dell'album, la registrazione di alcune versioni alternative dei brani "Tangram" e "Nuova Delhi": il primo realizzato in una versione cantata e poi scartata perché non in linea con il sound globale dell'opera (che è tutta strumentale); il secondo realizzato sia in versione estesa (utilizzata poi nel 2016 per la ristampa australiana), sia in versione semi-acustica orchestrale. Quest'ultima registrazione finì stampata per errore sui primi esemplari di prova, oggi ricercatissimi dai collezionisti.

## La copertina
La copertina del disco, uscito solo come LP 12" in vinile 33 giri, ha una grafica bianco e nero molto stilizzata. L'immagine principale mostra il compositore appoggiato ad un muro su cui proietta una grande ombra deformata. Il muro è quello della centrale termoelettrica di Vado Ligure - località vicino alla sua città natale Savona - finita negli anni successivi al centro di inchieste e polemiche legate all'inquinamento ambientale e ad accertate correlazioni con elevata incidenza di tumori e conseguenti decessi. Questo particolare è stato successivamente letto come un ulteriore accento sulle problematiche del rapporto tra natura e scienza, in tempi ancora non del tutto sospetti e quindi in qualche modo premonitore di quanto sarebbe accaduto trent'anni dopo. Il progetto originale della confezione del disco prevedeva anche un inserto con dei disegni realizzati dallo stesso Deca, uno per ciascuno dei brani; ma non fu mai stampato dalla Videoradio e fece la sua comparsa soltanto nella ristampa ufficiale in vinile del 2016, curata dall'etichetta australiana Mothball Records. Queste piccole icone sono disegnate a china e rappresentano in sintesi il titolo di ogni traccia. 

## Tracce
1. Tangram - 5.32
2. Hydrogene - 3.31
3. Aliena Lips - 5.16
4. Nuova Delhi - 2.22
5. Neon Glory - 3.52
6. The Crab - 1.58
7. A Juicy Body - 3.42
8. Tecnomate- 3.13
9. This Solitude - 3.24
10. Hard-Expo - 3.23
11. Death of Sex - 3.55